# トドック電力
トドック電力株式会社（トドックでんりょく）は、日本の電力会社。電力自由化に伴い「新電力」として参入した、再生可能エネルギーを開発・販売する小売電気事業者である。生活協同組合コープさっぽろの関連会社。
契約対象者は、コープさっぽろの組合員に限らず一般家庭から法人まで幅広く電力を供給。又、再生可能エネルギーを軸としたFIT電気100%メニューもあり、環境に配慮した優しいエネルギーを提供。なお、FIT100%メニューを不特定多数の消費者にお届けできるのは全国でもトドック電力と数社のみ。北海道電力管内では北ガスのでんきに次いで道内2位、新電力への移行者を数多く集め、北海道民の信頼を得ている。

## 所在地
本社
〒060-0008 札幌市中央区北8条西18丁目35-100 エアリービル7階

## 提供エリア (一般家庭用低圧、法人低圧、法人高圧)
- 北海道エリア - 2016年7月1日～

## パブリシティ
- トドック電力（エネコープ）の口コミ・評判【料金/セット割】
- トドック電力（株式会社エネコープ）の電気料金プラン、特徴や評判を紹介
- 株式会社トドック電力｜新電力(PPS、小売電気事業者)一覧｜エネルギー情報局
- トドック電力の評判・口コミ – コープさっぽろ利用者は加入すべき!? | やさしい電気比較